# 존 다니엘스
존 다니엘스(John Daniels, 1945년 ~ )는 미국의 배우, 텔레비전 배우이다.
게리에서 태어났다.

## 영화
- 블랙 샴푸 (1976년)